# 黄元
黄 元（こう げん、? - 223年3月）は、中国三国時代の蜀漢の武将。
222年、劉備は夷陵の戦いで陸遜に敗れ、白帝城に撤退した。223年3月、漢嘉太守の黄元はかねてより諸葛亮と不仲だったので、劉備の病気が重いと聞き、後難を恐れ反乱を起こした。諸葛亮は劉備危篤のため白帝城に赴いており、成都は手薄だった。黄元は漢嘉郡から北上して臨邛城を焼き払い、成都を窺う様子を見せた。
成都にいた益州治中従事の楊洪は、陳曶・鄭綽に迎撃させるよう皇太子の劉禅に進言した。群臣は、黄元は成都を包囲できなかったならば南中を根拠地にするだろう、と予想した。しかし楊洪は「黄元は凶暴で、恩愛や信義を全く施していないため、そのような手を打てるはずがない。せいぜい川の流れに乗って東へ下るだけだ。もし陛下がご健勝ならば自らを縛って降伏するだろうし、そうでなければ呉に出奔するだろう。二将に南安（四川省楽山市）の峡口を遮らせれば、ほどなく生け捕りにできる」と断言した。果たして黄元は討伐軍に捕らえられ、成都で斬首された。
なお、『三国志演義』には登場しない。